# Tiekuang
Tiekuang (kinesiska: 铁矿乡, 铁矿) är en socken i Kina. Den ligger i provinsen Sichuan, i den sydvästra delen av landet, omkring 400 kilometer öster om provinshuvudstaden Chengdu. Antalet invånare är 5 000. Befolkningen består av 2 430 kvinnor och 2 570 män. Barn under 15 år utgör 24,0 %, vuxna 15-64 år 62 %, och äldre över 65 år 13,0 %.
Genomsnittlig årsnederbörd är 1 617 millimeter. Den regnigaste månaden är september, med i genomsnitt 315 mm nederbörd, och den torraste är januari, med 9 mm nederbörd.